# Friedrich Wield

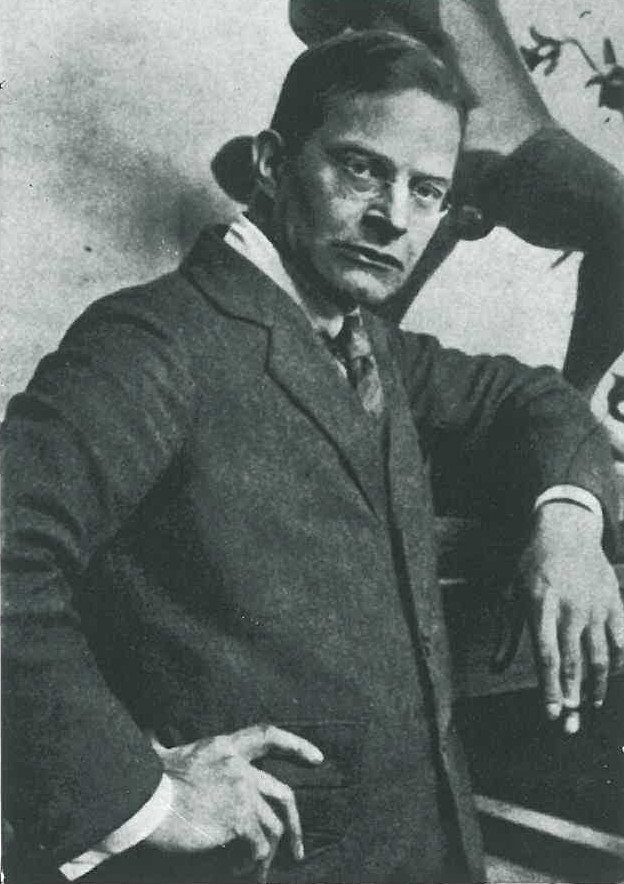
Friedrich Wield (um 1925)

Friedrich Ernst Martin Wield (* 15. März 1880 in Hamburg; † 10. Juni 1940 in Hamburg) war ein deutscher Bildhauer.

## Leben
Friedrich Wield war ein Sohn des Tischlermeisters Christian Wield und dessen Ehefrau Johanna Wield geborene Deest. Er wuchs gemeinsam mit seinem älteren Bruder Paul Wield in der Hamburger Neustadt auf. 1896 schloss er die Volks- und Gewerbeschule ab und absolvierte eine Bildhauerlehre bei Walter Zehle (1865-1940) in Hamburg. Nach einem Studienaufenthalt in Paris studierte er ab 1900 drei Jahre an der Kunstakademie München bei Wilhelm von Rümann.
Von 1905 bis 1914 hielt er sich erneut in Paris auf und bezog ein Atelier an der Rue Vercingétorix, unter anderem war er in Kontakt mit Auguste Rodin. 1908 unternahm er eine Italienreise, 1909 stellte er in der Société Nationale des Beaux-Arts aus. Mit Beginn des Ersten Weltkriegs musste Wield Frankreich verlassen, er ging nach Winterthur in die Schweiz und lebte bei Hahnlosers in der Villa Flora. Nachdem er aus gesundheitlichen Gründen zunächst vom deutschen Militärdienst zurückgestellt worden war, leistete er von 1915 bis 1918 Kriegsdienst.
1919 gehörte er zu den Gründungsmitgliedern der Hamburgischen Sezession und war bis 1922 deren Erster Vorsitzender. Zudem war er Mitglied im Hamburger Künstlerverein von 1832. 1922 verließ er die Sezession und trat dem Deutschen Künstlerbund und der Hamburgischen Künstlerschaft bei. Wield bekam zahlreiche Aufträge, unter anderem von der Stadt Hamburg, zur Erschaffung von Skulpturen und Denkmälern.
Nach der Machtübernahme durch die Nationalsozialisten wurde der Auftrag für ein Denkmal des Physikers Heinrich Hertz zurückgezogen. Die Gipsform hatte Wield bereits fertiggestellt, zur Ausführung als Bronzeguss kam es jedoch nicht mehr. Er erhielt die ihm für die bereits erbrachte Leistung zustehenden Zahlungen nicht und kam dadurch in finanzielle Schwierigkeiten.
In seiner Wohnung im Haus Ulmenau 3 schied Friedrich Wield in der Nacht vom 9. auf den 10. Juni 1940 durch Freitod aus dem Leben. Er hatte an der völligen Einschränkung seiner schöpferischen Freiheit durch das NS-Regime zu sehr gelitten. Er wurde auf dem Ohlsdorfer Friedhof beigesetzt (Grablage G19-378/379 – bei Kap.3). Der von Wield porträtierte Hamburger Oberbaudirektor Fritz Schumacher hielt die Trauerrede. Den Grabstein mit dem Kreuzigungsmotiv hatte Wield bereits 1938 geschaffen.
Seine langjährige Bekannte Lore Kegel wurde testamentarisch mit der Betreuung von Wields Nachlass betraut. Sie rettete 1943 Wields Arbeiten aus ihrem brennenden Haus. Danach befand sich der Nachlass in der Obhut ihres Sohnes Boris Kegel-Konietzko, der ihn später dem Hamburger Sammler Tim Tobeler überschrieb.
Es ist das Verdienst von Boris Kegel-Konietzko als Nachlassverwalter und Erbe Wields, dass die „Ätherwelle“, das in Vergessenheit geratene Heinrich-Hertz-Denkmal, durch den Bildhauer Manfred Sihle-Wissel im Auftrag der Hamburger Kulturbehörde fertiggestellt und 1994 im öffentlichen Raum im Eichenpark nahe der Alster aufgestellt wurde. Aber dieser Ort, der keinen Bezug zum Kunstwerk hatte, war nur ein vorübergehender Standort. Am 30. September 2016 wurde das Denkmal auf Anregung von Boris Kegel-Konietzko mit Hilfe von Hendrik Hertz und des Unternehmens Arnold Hertz & Co. sowie des NDR und der Kulturbehörde auf den bereits in den 1930er Jahren favorisierten Platz auf dem Gelände des NDR-Funkhauses versetzt, und zwar vor das Haus 20 an der Ecke Rothenbaumchaussee 122 / Werderstraße.

## Werk

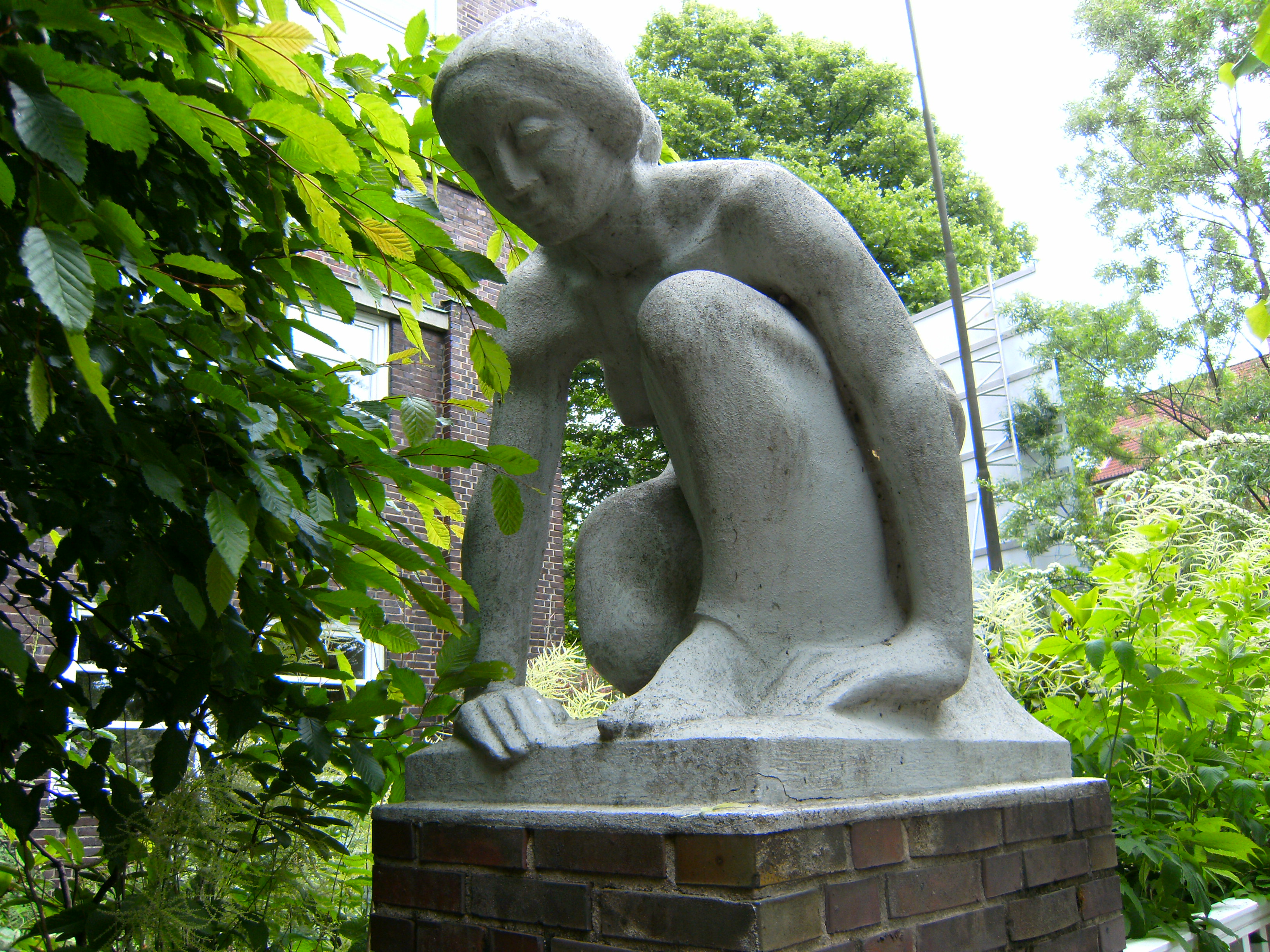
Die Startende, Hamburg, Uferstraße / Wagnerstraße

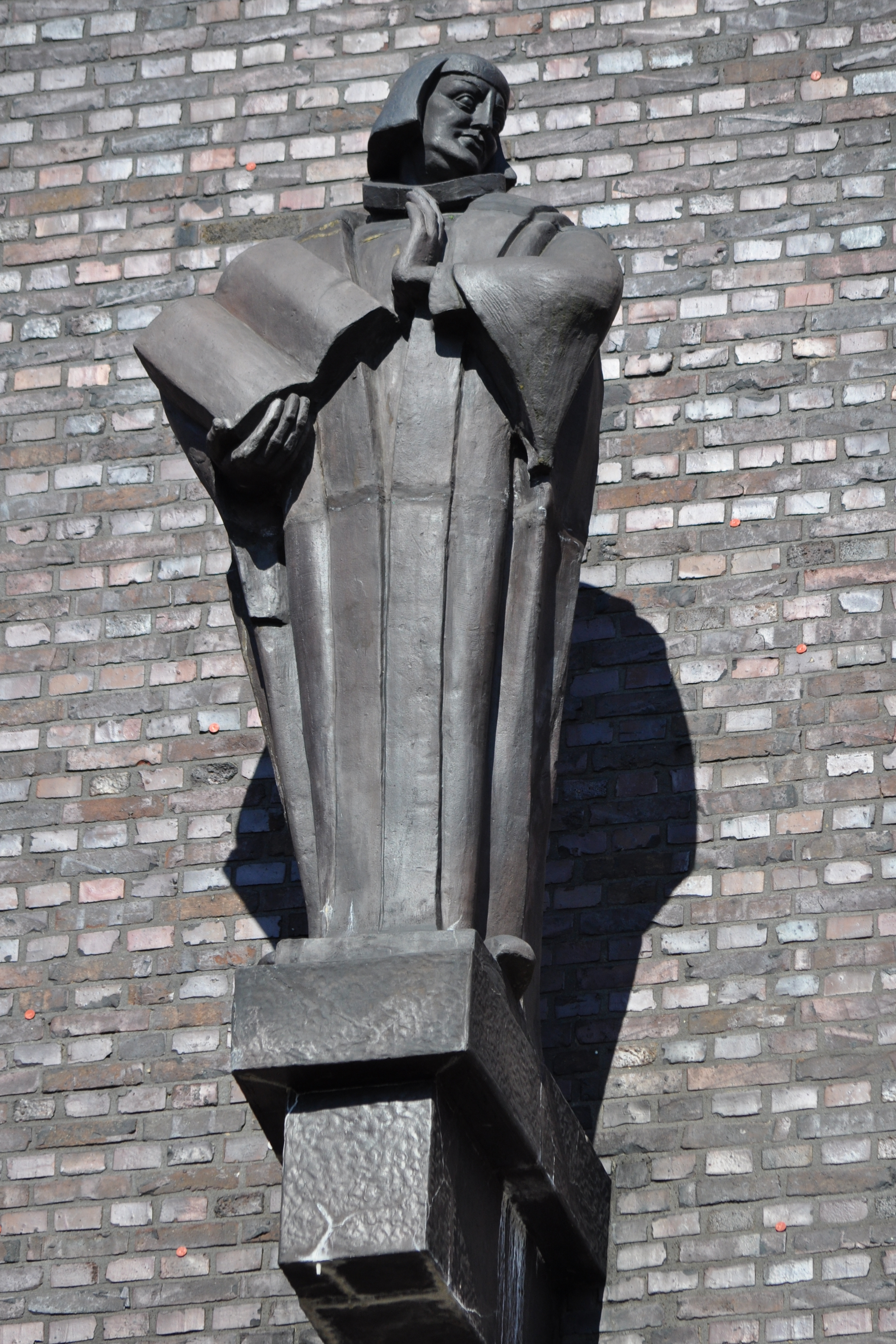
Standbild Stephan Kempe an der Fassade der Bugenhagenkirche in Hamburg-Barmbek

Wield war ein auf Skulpturen spezialisierter Künstler, der zahlreiche Porträtbüsten von Hamburger Persönlichkeiten schuf.
- 1922: Büste Dr. Hans W. Fischer
- 1923: Büste Carl Mönckeberg
- 1923: Den Opfern bzw. Die Kauernde, Ehrenmal für die Gefallenen des Ersten Weltkriegs auf dem Friedhof Bergedorf in Hamburg (nach dem Zweiten Weltkrieg Widmung erweitert durch die Inschrift 1939–1945 auf der rechten Seite des Sockels)[7]

- 1924: Büste Fritz Schumacher

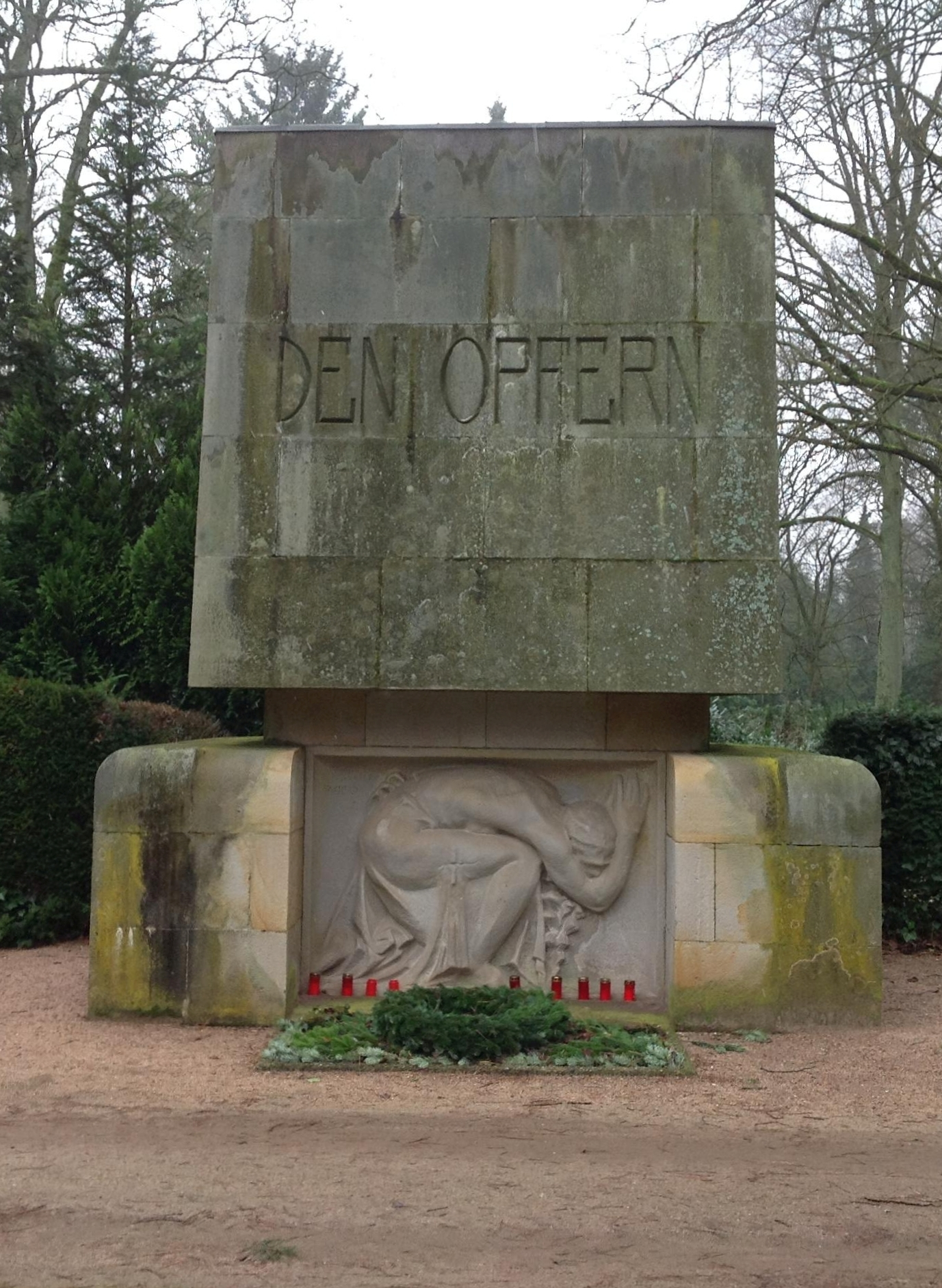
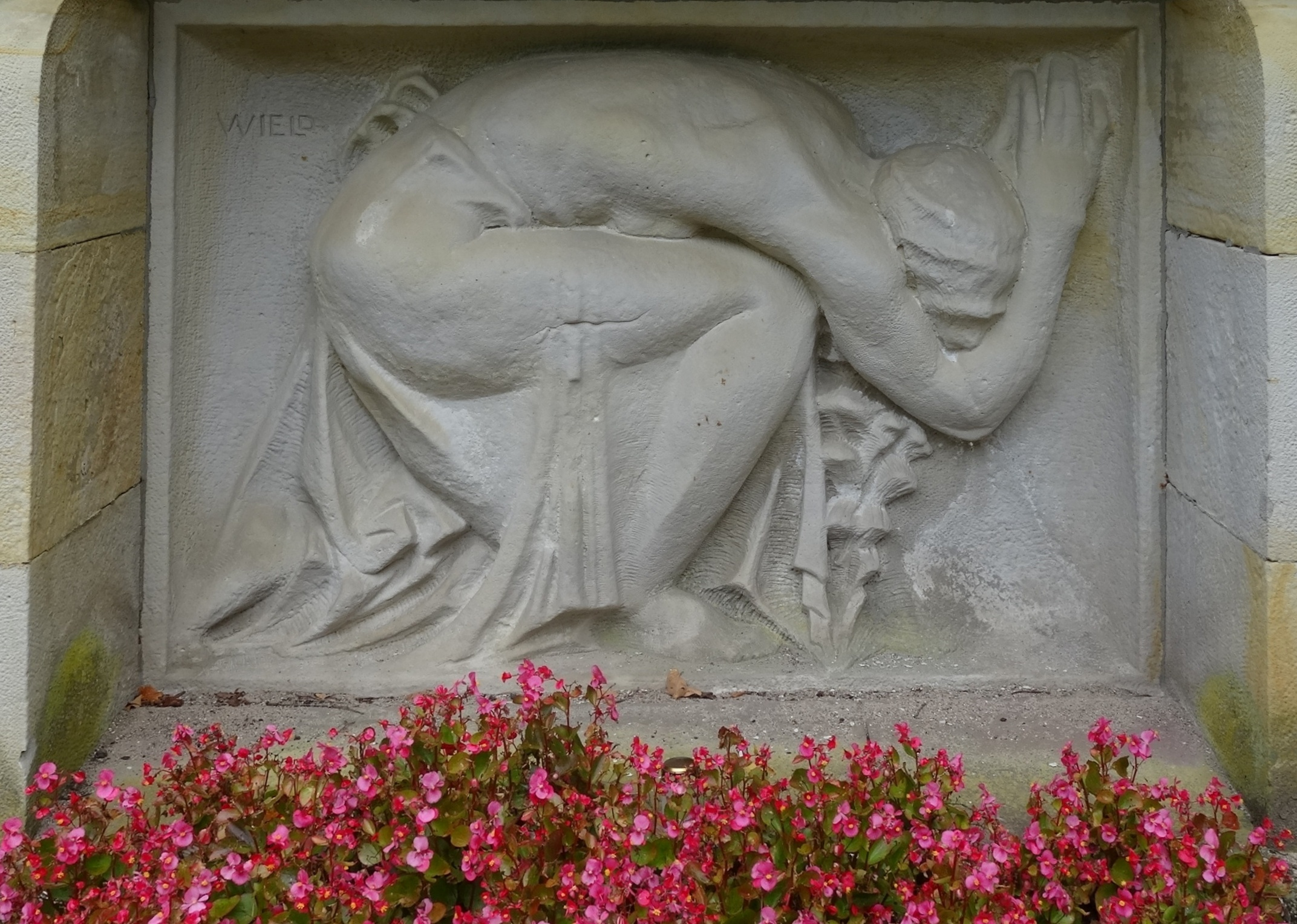
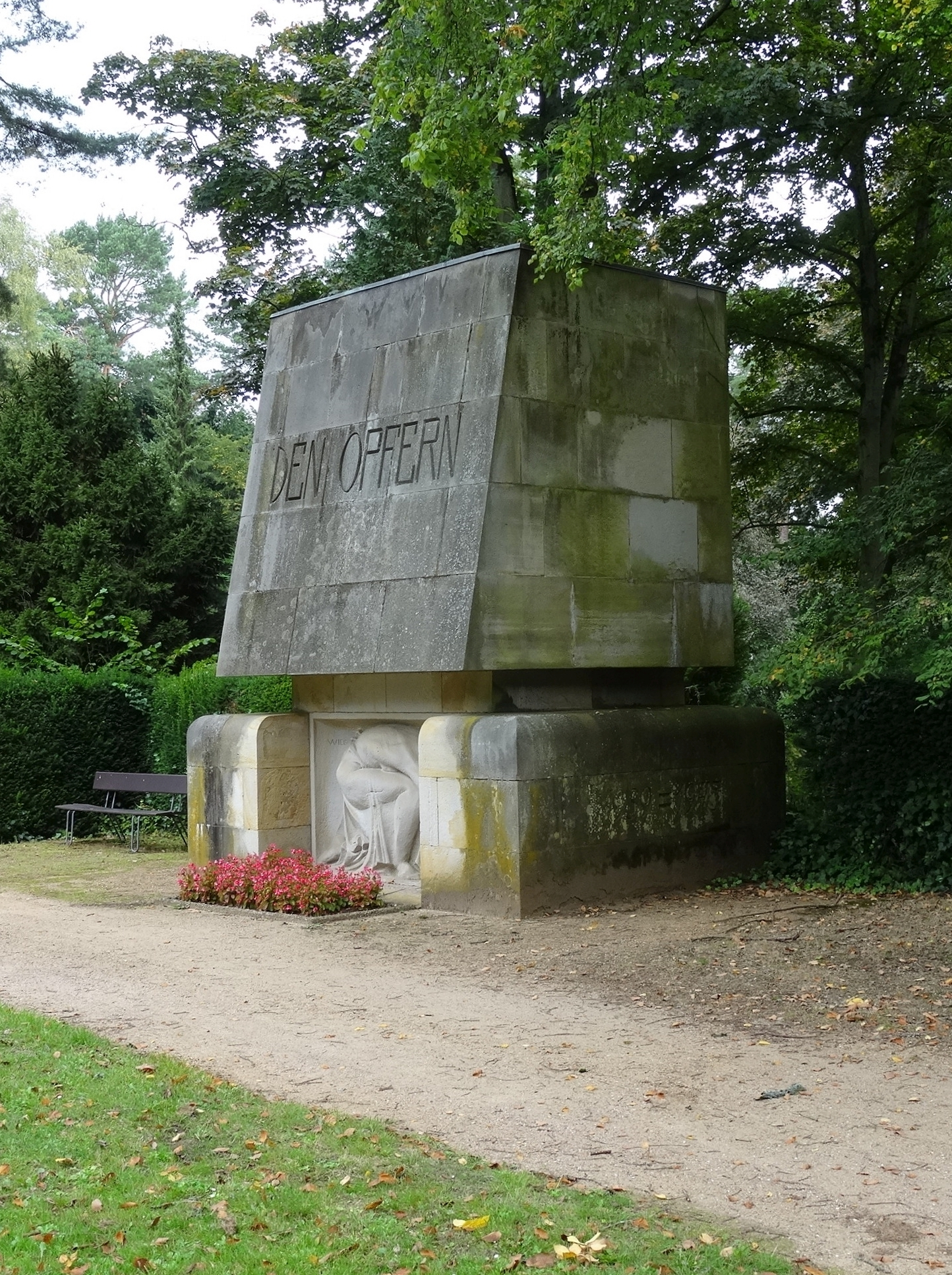

- 1924/1925: Büste des Bürgermeisters Werner von Melle (Geschenk des Zeitungsverlegers Alfred Broschek an die Universität Hamburg; heute im Eingangsfoyer des Hauptgebäudes aufgestellt)
- 1926: Büste der Malerin Margarethe Wiesner-Hagen
- 1928: Skulptur Die Startende vor der Mädchen-Gewerbeschule Uferstraße in Hamburg-Barmbek
- 1929: Senatsplakette zum Gedenken an Aby Warburg im Eingangsbereich des Planetariums in Hamburg[8]
- 1929: zwei Skulpturen an der Fassade der Bugenhagenkirche in Hamburg-Barmbek
- 1930: Monumentalfigur Mutter Erde (zerstört)
- 1933: Ätherwelle, Denkmal für Heinrich Hertz im Auftrag der Nordische Rundfunk-AG (NORAG) (Bronzeguss erst posthum ausgeführt)

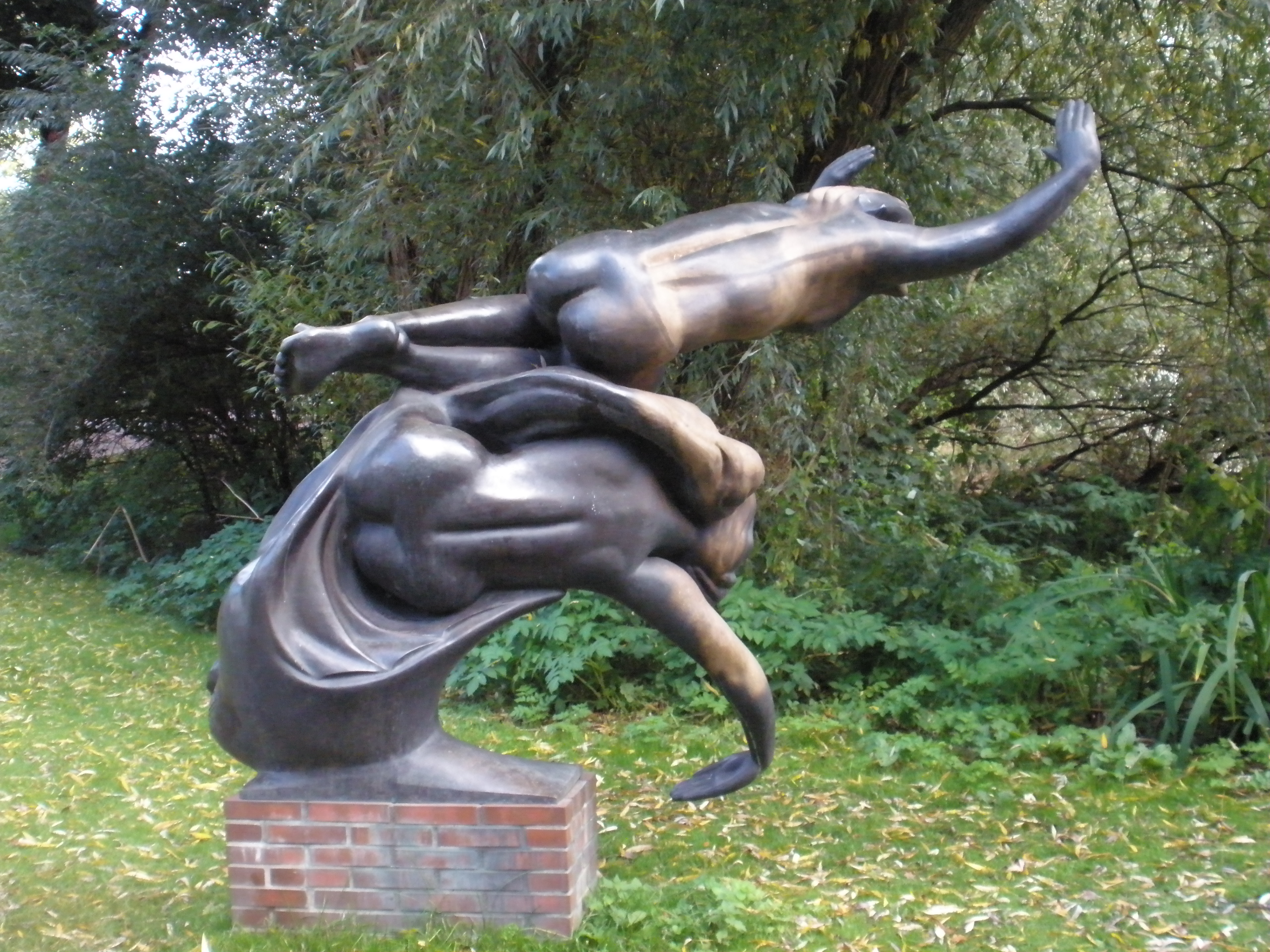
Im Eichenpark (1994–2016)
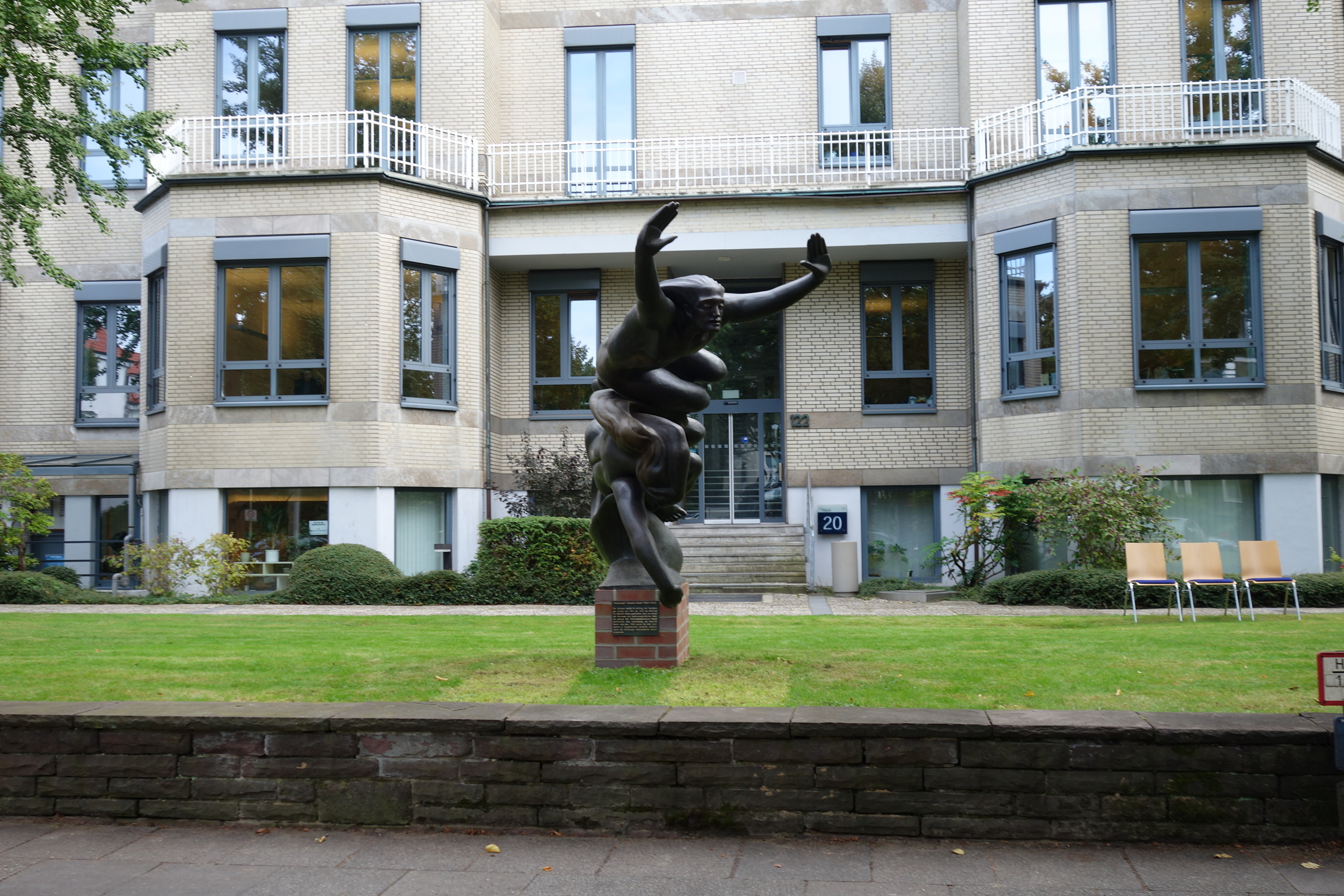
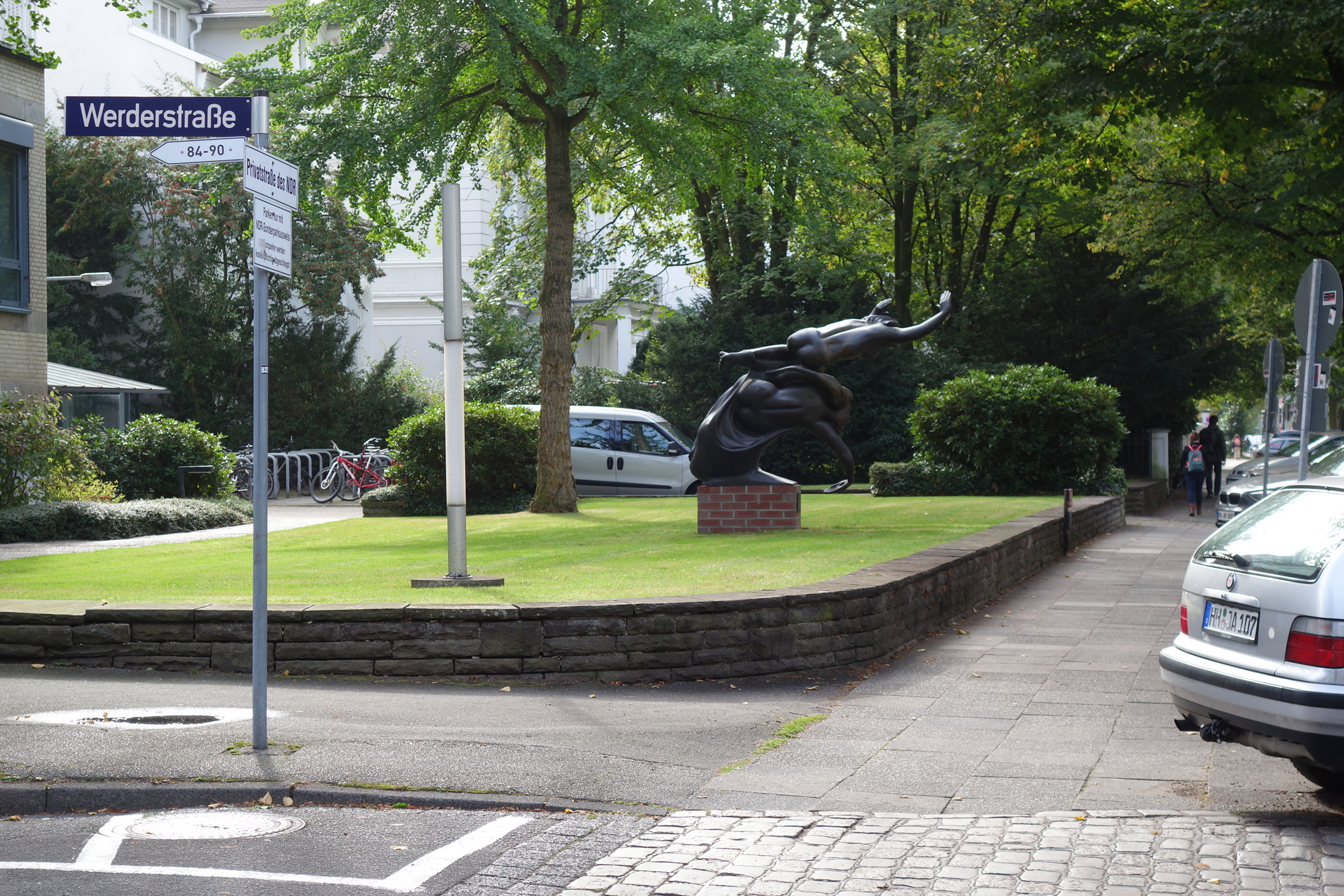
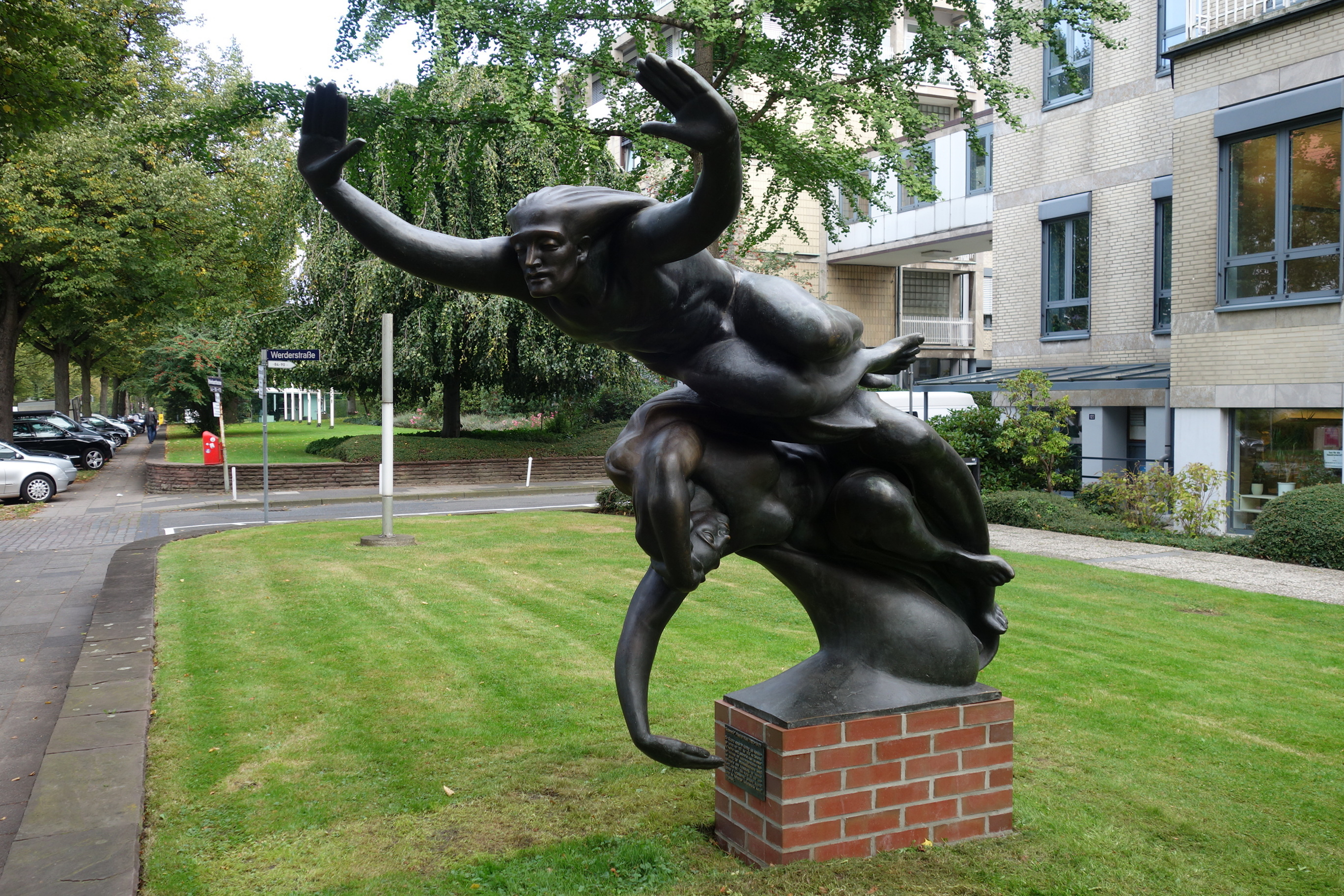
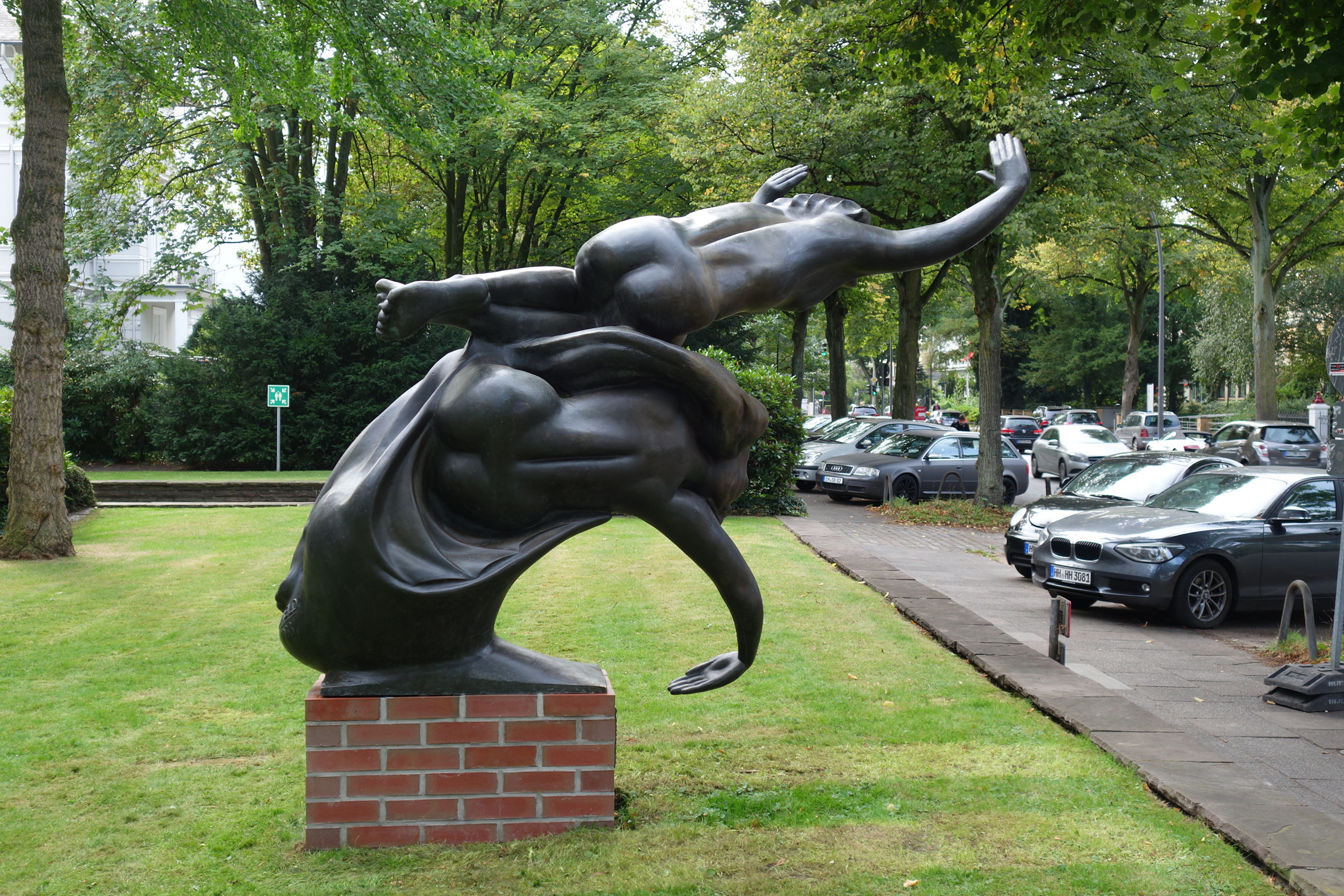

- 1938: Kreuzigung, 1940 als Grabstein für Wield verwendet

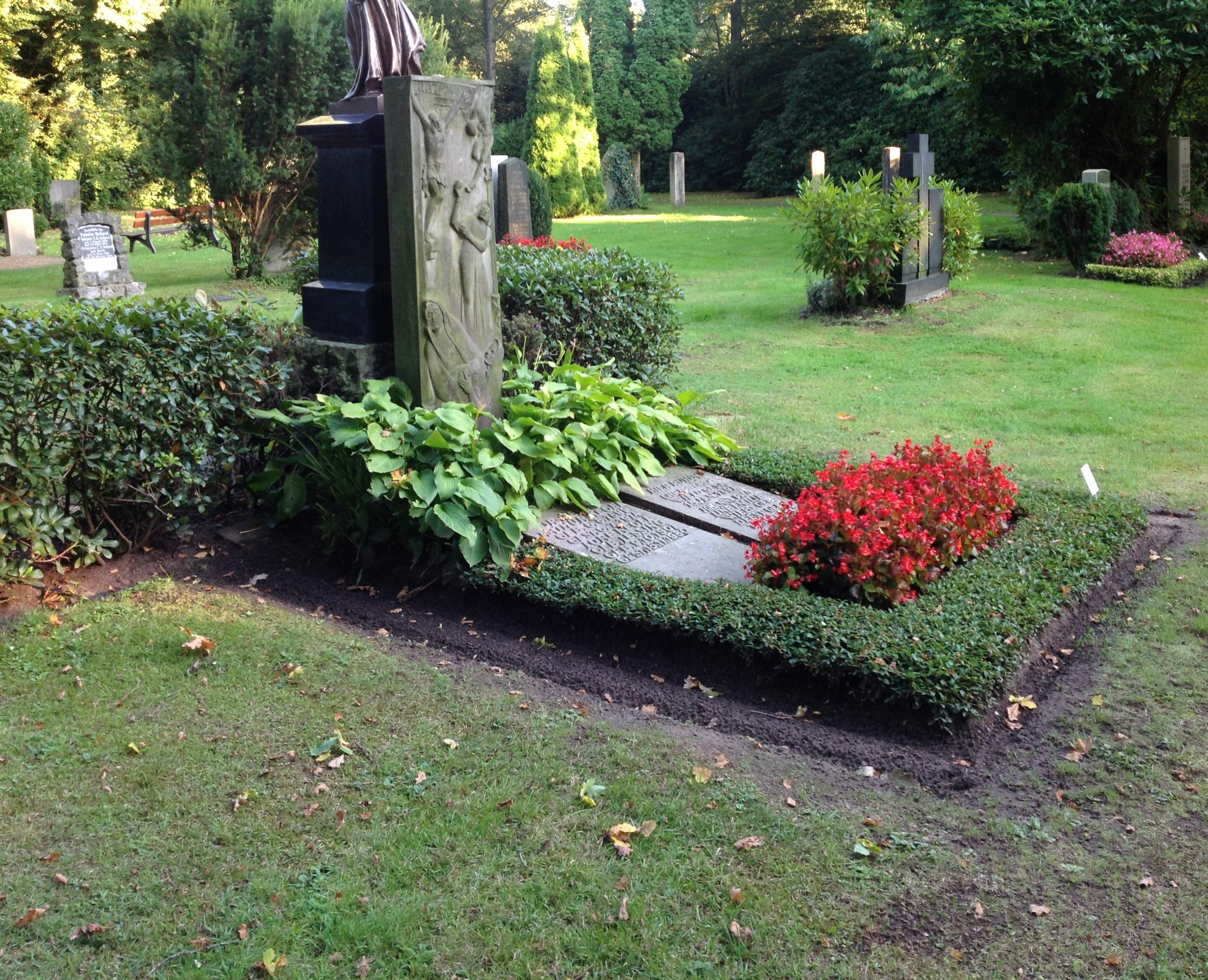
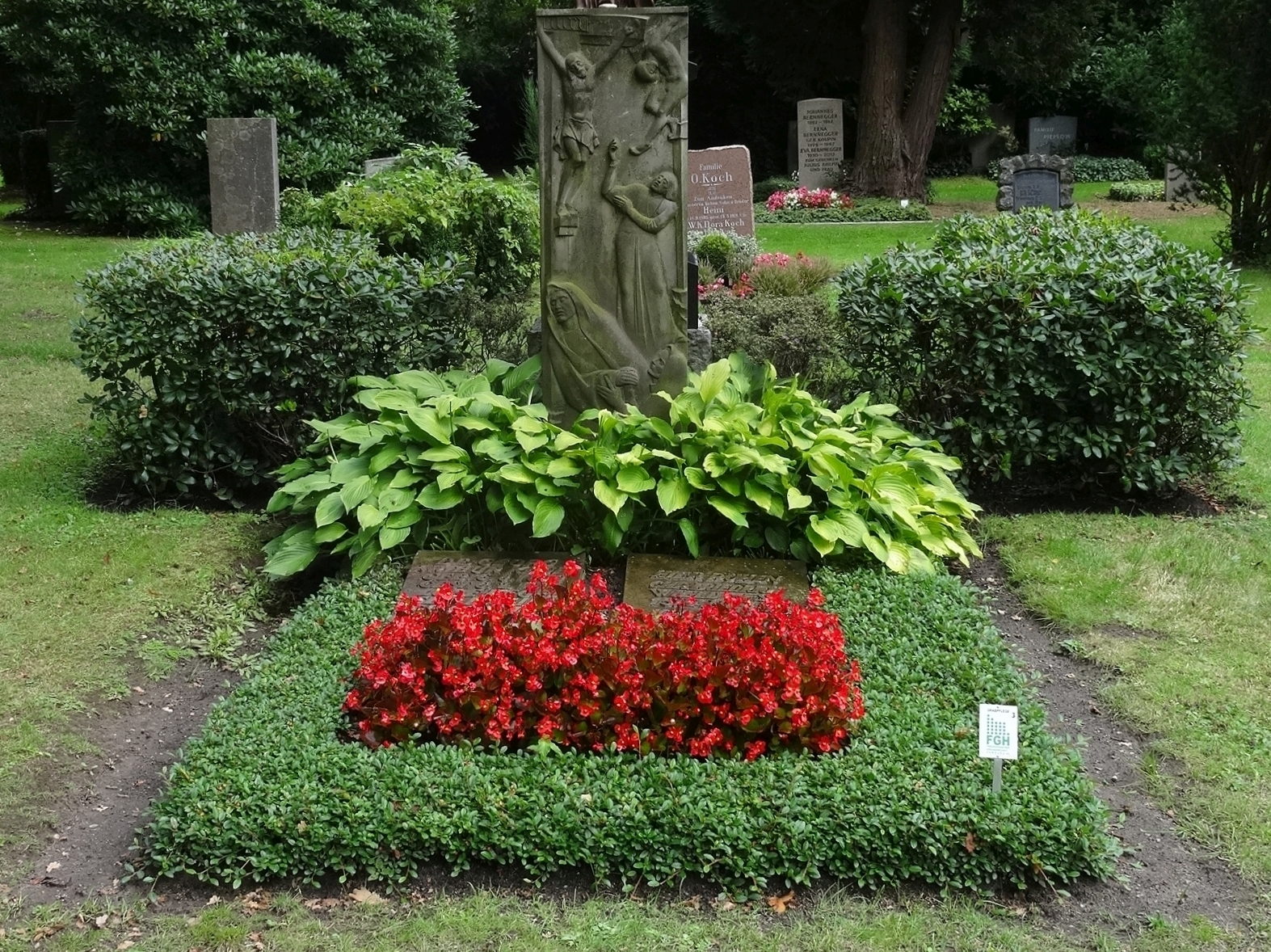
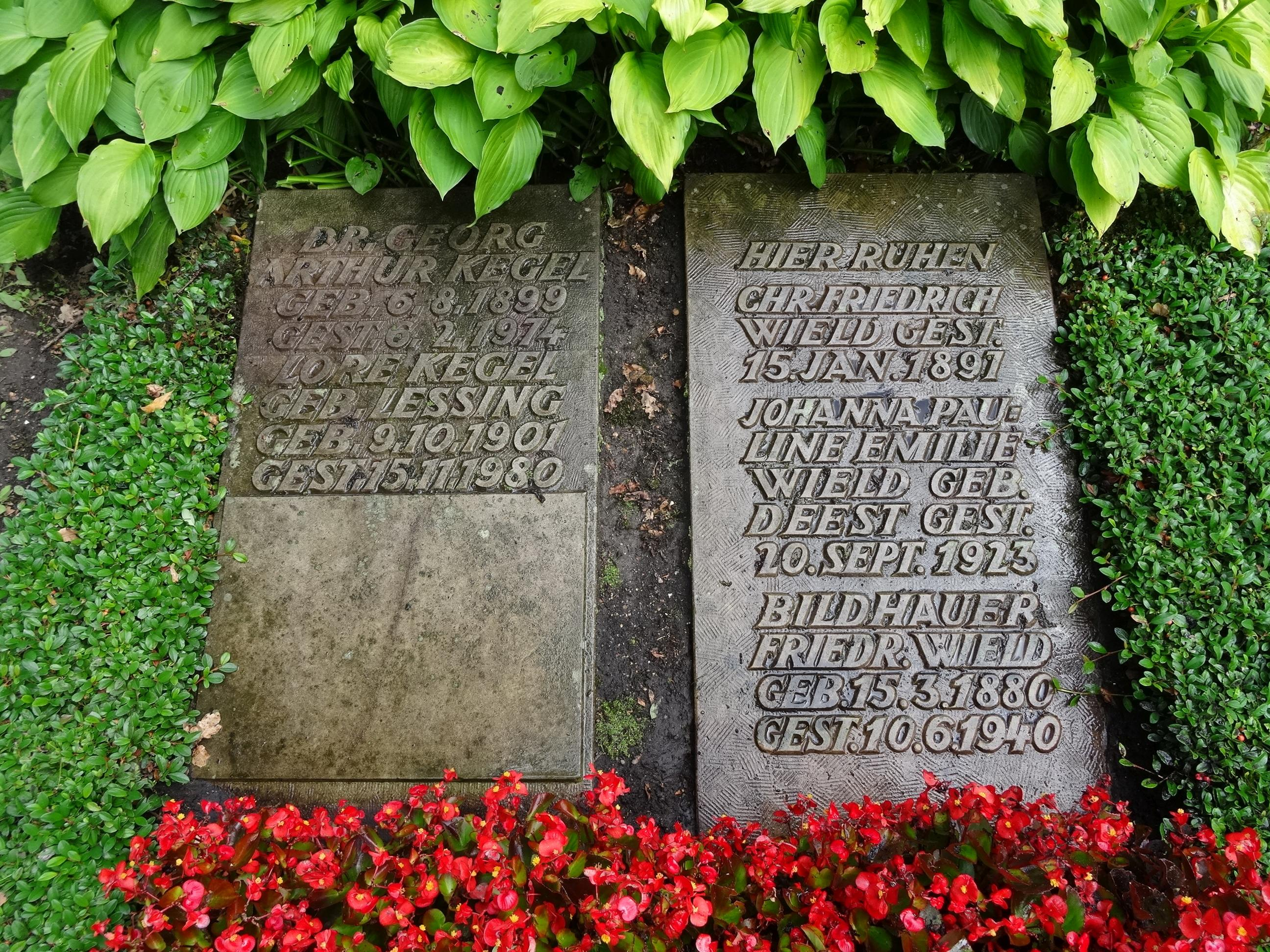
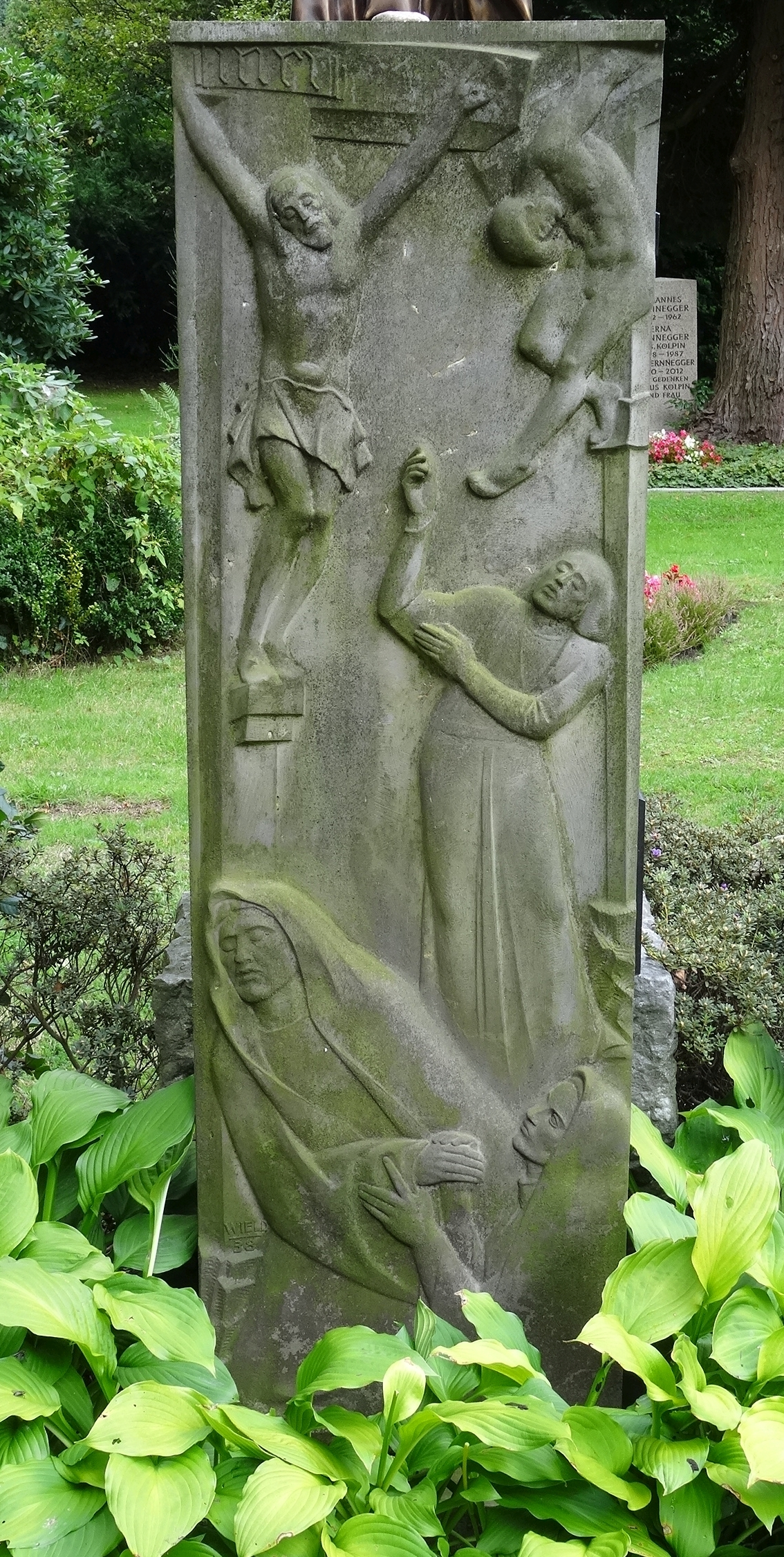
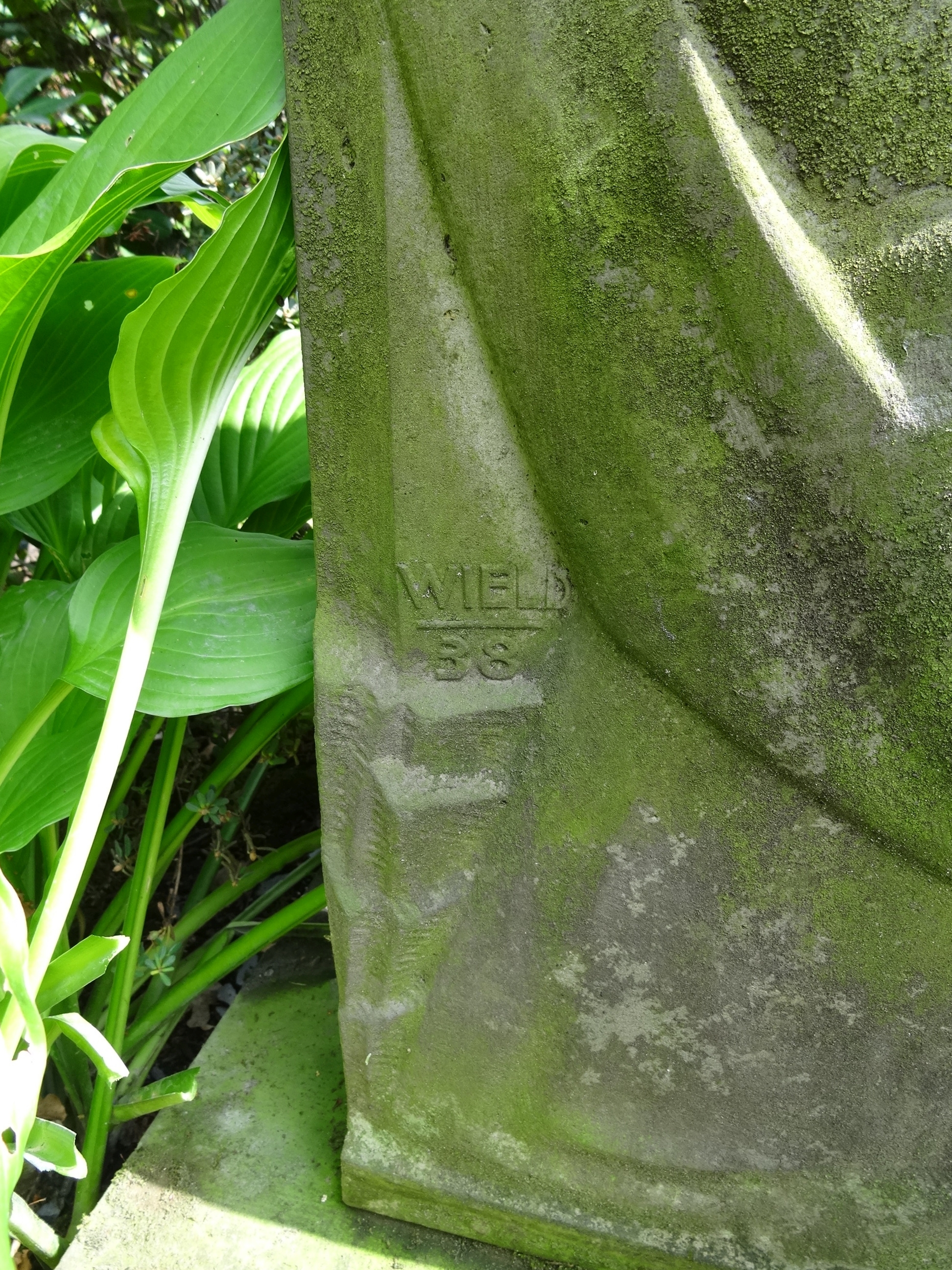